# ヘンリー・J・ハインツ
ヘンリー・ジョン・ハインツ（Henry John Heinz、1844年10月11日 - 1919年5月14日）は、アメリカ合衆国の実業家である。ピッツバーグで創業した会社がトマトケチャップの事業で成功し、今日のクラフト・ハインツ社のハインツ事業部となった。

## 若年期
ヘンリー・ジョン・ハインツは、ペンシルバニア州ピッツバーグ近郊のアレゲニー郡バーミンガムで1844年10月11日にドイツからの移民の両親のもとで生まれた。父ジョン・ヘンリー・ハインツ（1811-1891）は煉瓦工場を経営し、母アンナ・マーガレッタ・シュミット（1822-1899）は家庭菜園を営んでいた。
父はバイエルン王国カルシュタットでヨハン・ハインリヒ・ハインツとして生まれた。ヨハンの母の旧姓はトルンプ（英語読みでトランプ）であり、その兄弟の子孫にドナルド・トランプがいる。母はヘッセン選帝侯国クルスピス（現在のハウネタールの一部）で教会管理者の娘として生まれた。
ジョンは1840年に渡米してバーミンガムに住み、1843年、渡米したばかりのアンナと出会って結婚した。ジョンはルーテル派、アンナはカルヴァン派の信者であり、子供はルーテル派の信仰に従って育てられた。

## キャリア
ハインツは幼い頃から母の菜園で収穫した野菜を売り歩いていた。12歳で家庭菜園を拡大して収益の一部を馬や馬車に投資して収入を増やした。15歳のときに、地元の特産であるホースラディッシュの瓶詰の製造販売を始めた。それまでホースラディッシュの瓶詰は、濃い緑色の瓶に入れて売られ、別の野菜を入れてごまかしたり、防腐剤や着色料が入れられたりすることもあった。ハインツは、そのようなごまかしをしていないことの証として透明な瓶に入れて販売し、消費者に受け入れられた。
1869年、25歳の時にペンシルバニア州シャープスバーグで友人のL・クラレンス・ノーブルと共同で、ホースラディッシュの瓶詰を製造販売するハインツ&ノーブル社を設立した。ちょうどその年に大陸横断鉄道が開通して全米に輸送できるようになったことから事業は拡大の一途をたどった。1872年に会社を法人化し、1875年までにザワークラウト、ビネガー、ピクルスなどの販売も行うようになった。しかし1875年、例のないほどの豊作だったことから原材料を大量に仕入れたが、これにより経営状態が悪化し、さらに金融恐慌によって取引銀行が倒産したことから、同年末にハインツの会社も倒産することになった。
その翌年、弟のジョン・ハインツ、従兄弟のフレデリック・ハインツと共同でF&Jハインツ社を設立した。ハインツは、それまで各家庭で作られていたトマトケチャップの大量生産を始め、大成功した。ハインツは1888年に他の2人の持ち分を買収し、H・J・ハインツ社に改組した。
ハインツ社は1896年に57 varieties（57種類）というキャッチフレーズを使い始めたが、当時のハインツ社はすでに60種類以上の商品を取り扱っていた。この数字を選んだのはハインツ自身で、自分と妻のラッキーナンバーの5と7を組み合わせたものだった。
ハインツ社は1905年に法人化され、ハインツは初代社長となり、亡くなるまでその地位にあった。ハインツ社は1905年にイギリスに、1909年にカナダ進出を果たし、国際的な大企業へと発展した。ハインツには訪日経験もあり、滞在中に収集した日本の美術品を1913年にカーネギー博物館に寄贈した。
ハインツは、食品添加物の規制を法制化するためのロビー活動を行い、1906年に純正食品薬品法が成立した。第一次世界大戦中は、連合国の食料備蓄の管理を行うアメリカ合衆国食品局で働いた。また、多くの金融機関の理事や、ピッツバーグの治水対策委員会の委員長を務めた。

## 私生活

### 家族
ハインツは1869年9月3日にサラ・スローン・ヤングと結婚した。サラはスコットランド・アイルランド系の家系で、長老派教会の信者だった。2人の間には以下の5人の子供がおり、長老派として育てられた。
- アイリーン・エドウィルダ・ハインツ＝ギブン（1871 - 1956）[15]
- クラレンス・ヘンリー・ハインツ（1873 - 1920）[3]
- ハワード・コボード・ハインツ（1877 - 1941）- ハインツ社2代目社長。その子供のヘンリー・ジョン・ハインツ2世（ジャック・ハインツ）が3代目社長となった。
- ロバート・ユージン・ハインツ(1882、生まれてすぐに死亡）[3]
- クリフォード・スローン・ハインツ（1883 - 1935）

尚、アメリカ合衆国大統領のドナルド・トランプとハインツは遠縁の親戚である（トランプから見たハインツは、高祖父の姉の孫にあたる）。

### 宗教
ハインツはルーテル派として育てられたが、成人後はメソジストや長老派の教会に属し、バプテスト教会の信者とも親しく付き合った。
イギリスを訪問したときには、訪れた「観光地」の中にジョン・バニヤン、アイザック・ウォッツ、ジョン・ウェスレーなどの宗教家の墓もあった。ウェスレーが建立した礼拝堂を訪問したときのことについて、後に「聖地にいると感じた」と述べた。
ハインツは遺言に、「私はこの遺言の最初に、最も重要なこととして、私の救い主としてのイエス・キリストに対する信仰の告白をしようと思う」と書いている。

## 死去
ハインツは肺炎が元で、1919年5月14日にピッツバーグの自宅において74歳で死去した。遺体はピッツバーグのグリーンウッド墓地にあるハインツ家の墓に埋葬された。没後は次男のハワード・ハインツが2代目社長に就任した。
1924年10月11日、ピッツバーグのハインツ社の本社にエミール・フックスの作によるハインツのブロンズ像が建てられた。